# Tsemes
 (juillet 2016).
Si vous disposez d'ouvrages ou d'articles de référence ou si vous connaissez des sites web de qualité traitant du thème abordé ici, merci de compléter l'article en donnant les références utiles à sa vérifiabilité et en les liant à la section « Notes et références ».
Le Tsemes (en russe : Цемес) est un petit fleuve côtier du kraï de Krasnodar, dans le sud-est de la Russie. 

## Géographie
Il prend sa source sur le versant nord-est du mont Goudzeva, culminant à 425,6 m et se trouve à 14 km au nord-ouest du centre de la ville de Novorossiisk. Ce cours d'eau étroit et peu profond s'écoule vers le sud-est et se jette dans la baie de Tsemes, qui est aussi appelée baie de Novorossisk, et dans la mer Noire.